# شهرستان لینکلن (اورگن)
شهرستان لینکلن، اورگن (به انگلیسی: Lincoln County, Oregon) شهرستانی در ایالات متحده آمریکا است که در اورگن واقع شده‌است.

## خصوصیات
شهرستان لینکلن ۳٬۰۹۲٫۴۶ کیلومترمربع مساحت دارد.